# 立憲国民党
立憲国民党（りっけんこくみんとう、旧字体：立憲󠄁國民黨）は、日本の明治末期・大正時代の政党。

## 概要
大日本帝国の国政において、二大政党の一翼を担った立憲改進党の系譜に属する。明治後期から一党優位状態にあった立憲政友会と対峙したが、立憲同志会が結党すると野党第一党の座を譲ることになり、党勢は縮小、解党に至ることになる。

## 党史
明治後期の日本の帝国議会は、立憲政友会（総裁：西園寺公望）が安定して衆議院第一党を保持し、藩閥政府（首班：桂太郎）の議会運営に協力、長期にわたって権力を寡占していた（桂園時代）。これに対して、非政友会系党派の間での合同運動がおこり、1910年（明治43年）3月14日、野党第一党の憲政本党を中心に又新会と戊申倶楽部の3派（創立直後の第27回帝国議会開会時の代議士は93名）が合同して立憲国民党が結党された。
政治革新と立憲主義を標榜し、責任内閣制の樹立や、海軍の拡張、官僚主義の打破、地方自治の拡張、税制整理、農商工業の奨励と発達を主張していた。
党首は不在で、憲政本党の大石正巳、犬養毅、又新会の島田三郎、河野広中、戊申倶楽部の片岡直温、仙石貢らが中心となって党の運営に当たったが、実際は、犬養を中心して民党の伝統を守って政府と対立する姿勢を鮮明とする「非改革派」と、大石・島田・河野ら政府との妥協を図る「改革派」が対立していた。1911年（明治44年）1月19日の党大会で党首に替わる常務委員を設置して犬養・河野・大石を選出した。
結党の経緯から、議会活動では一貫して野党の立場をとり、ともに桂園連立であった第2次桂内閣や第2次西園寺内閣では南北朝正閏問題や行財政改革などで政府の姿勢を追及する。
1913年（大正2年）、大正政変が発生。政友会と袂を別った桂首相は、自前の政権与党の結党を目論む。国民党は、野党に転じた政友会と連携し、第3次桂内閣を攻撃する（第一次護憲運動）。しかし、桂首相の新党運動に対して片岡直温が呼応、犬養が片岡を除名処分にしたところ、これをきっかけに大石・島田・河野ら改革派がこれに反発して脱党し、桂新党（後の立憲同志会）に参加するものが多数出て勢力は半減（分裂直後の第31回帝国議会開会時の代議士は41名）、第三党に転落した。
それ以後は、非政友会勢力の中軸の座を同志会に奪われ、党勢は低迷する。1914年、藩閥を含めた「非政友会勢力の結集」として、大隈重信が首相に就任、政界復帰するが、第2次大隈内閣は、かつて党首を務めた憲政本党の後継の国民党ではなく、憲政本党から多くの議員が流れた同志会を与党とするなど、同志会が事実上の「後継政党」とみなされるようになる。1916年10月、同志会が大隈内閣の与党を構成した他の小会派と合同して憲政会を発会すると、党勢はますます劣後した。
続く寺内内閣は、藩閥直系の少数与党でスタートし、臨時外交調査会での諮問という形で各党の協力を仰ぐ形をとる。国民党も、主要政党の一に数えられ、政友会とともにこれに参加する（第二党の憲政会は参加せず）。1917年、国民党が共同で内閣不信任案の提出を呼びかけながら土壇場で政友会ともども憲政会を叩いた上で第13回衆議院議員総選挙に持ち込んだ手法は、結果的には国民党の議席回復につながったといえ、物議を醸した。とはいえ、憲政会に対する数的不利は覆しがたかった。
1918年（大正7年）6月20日に分裂以後に唯一の常務委員であった犬養を総理（党首）とし、幹事長に鈴木梅四郎、政務調査会長に大口喜六、総務（1名）に関直彦を任命した。
1920年（大正9年）、政友会首班の原内閣のもとで行われた第14回衆議院議員総選挙では29名当選と振るわず、1922年（大正11年）9月1日、解党した。
後史
犬養は同年11月8日、革新倶楽部を結成する（結党時は46名）。その後は第三会派として活動し、第二次護憲運動では政友会、憲政会とともに護憲三派を結成、第15回衆議院議員総選挙後成立した加藤高明内閣では与党入りを果たすが、同内閣期間中に党内対立により解党。立憲改進党以来の二大政党の雄の直系は消滅する（ただし、上述のように同志会→憲政会が改進党の事実上の直系とみられることが多い）。犬養はかつてのライバルであった政友会に入党し、同党総裁、首相に上り詰めることになる。